# Боработа, Секундино
Секундино Боработа Эпакуа (исп. Secundino Borabota Epacua; род. 21 февраля 1961) — экваториальногвинейский легкоатлет, выступавший в беге на короткие и средние дистанции. Участник летних Олимпийских игр 1984 и 1988 годов.

## Биография
Секундино Боработа родился 21 февраля 1961 года.
В 1984 году вошёл в состав сборной Экваториальной Гвинеи на летних Олимпийских играх в Лос-Анджелесе. В беге на 400 метров был дисквалифицирован в 1/8 финала. Был знаменосцем сборной Экваториальной Гвинеи на церемонии открытия Олимпиады.
В 1987 году участвовал в чемпионате мира в Риме. В беге на 200 метров выбыл в 1/8 финала, заняв последнее место с результатом 23,66 секунды.
В 1988 году вошёл в состав сборной Экваториальной Гвинеи на летних Олимпийских играх в Сеуле. В беге на 100 метров занял в 1/8 финала последнее, 8-е место, показав результат 11,52  и уступив 0,99 секунды попавшему в четвертьфинал с 3-го места Усману Диарра из Мали.

## Личный рекорд
- Бег на 100 метров — 11,51 (1988)[2]